# Mosaik (Frauenzeitschrift)
Die Monatszeitschrift Mosaik wurde 1947 von Annedore Leber zunächst im Arani-Verlag von Arno Scholz, später in ihrem eigenen Mosaik-Verlag herausgegeben. Persönliche Unstimmigkeiten zwischen Scholz und Leber führten schließlich zur Aufgabe der Zeitschrift und endeten 1950 in einem gerichtlichen Vergleich. Die letzte Ausgabe erschien im Juli 1949.
Dem Verleger Arno Scholz war es bereits 1946 gelungen, die Lizenz für den Telegraf, eine SPD-nahe Tageszeitung im britischen Sektor Berlins, zu erhalten. Lizenzträger waren Annedore Leber und Paul Löbe, zwei anerkannte Widerstandskämpfer gegen das Naziregime. Im Buch- und Zeitschriftenverlag Arani erschien neben dem Telegraf u. a. auch Mosaik, bis Annedore Leber ihren eigenen, gleichnamigen Verlag gründete. Die Zeitschrift war mit Schnittmustern, Rezepten und praktischen Tipps für den Frauenalltag in der Nachkriegszeit gespickt. Zwischen den Schnittmustern jedoch war das Magazin zugleich eine politische Monatsschrift mit klarem Impetus: Erziehung zur Demokratie. Mit der Zeitschrift Mosaik wollte Leber vor allem Frauen ermutigen, sich für den Aufbau der neuen Gesellschaft zu engagieren und politische Verantwortung zu übernehmen. 
Die Original-Ausgaben werden inzwischen vom privaten Julius- und Annedore-Leber-Archiv in digitalisierter Form angeboten.